# Cisgénesis
La cisgénesis es la modificación genética de un organismo (abreviado OMG o GMO, del inglés Genetically Modified Organism), receptor de un gen natural que proviene de otro organismo sexualmente compatible. Esta técnica de biotecnología molecular se aplica en la reproducción de plantas.
Difiere de la transgénesis en la medida que no se hacen modificaciones o inserciones de genes entre organismos no sexualmente compatibles, la ventaja de la cisgénesis es que se evita el “linkage drag”, el cual es un proceso que perjudica los genes deseados por la aparición de caracteres negativos.